# Pedro Zamorano
Pour les articles homonymes, voir Zamorano.
Pedro Zamorano, né le 3 septembre 1971 à Oyonnax, est un athlète handisport hémiplégique français.
Aux Jeux paralympiques d'été de 2000, il termine cinquième au 1500m (T37) et remporte la médaille d'argent au relais 4x400m (T38).
Aux Championnats du monde, il est médaillé de bronze au 4x400m et au 1500m (T37) en 1998. Il est premier au 4x400m, deuxième au 1500m
et troisième au 800m aux Championnats d'Europe 1999 et 2e au 4x400m (T35-T38) aux Championnats d’Europe 2003.